# بیجو منون
بیجو منون (انگلیسی: Biju Menon؛ زادهٔ ۹ سپتامبر ۱۹۷۰) هنرپیشه اهل هند است.

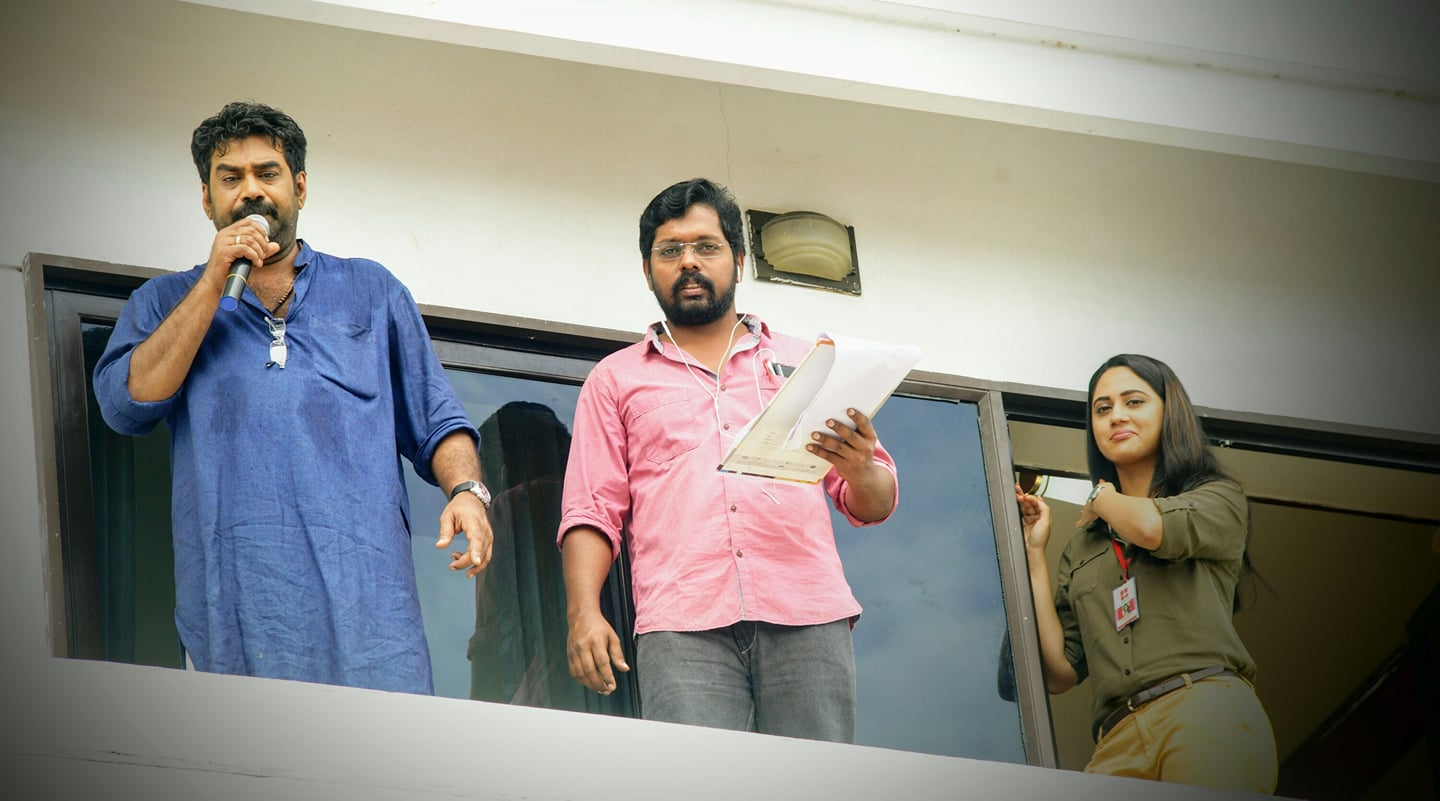
بیجو منون (لباس آبی) در سال ۲۰۱۷

از فیلم‌ها یا برنامه‌های تلویزیونی که وی در آن نقش داشته‌است می‌توان به عکاس، دروغ اول آوریل، بزرگراه، الکترا، مقاله اصلی، نارگیل لطیف آب عشق، پازانی، فرزند ارشد، دعوت‌کننده، آرجونان شاهد است، بابای باحال و عقاب اشاره کرد.
وی همچنین برندهٔ جوایزی همچون جایزه فیلم‌فیر جنوب شده‌است.